# チッチ (子供の遊び)
チッチとは、決められたお題にのっとり、いかに早く言葉を言えるかを競う、言葉遊びのゲームである。
道具を必要とせず、少人数かつ僅かな時間（1分程度）で遊べることから、小中学生が授業の合間の休み時間等に遊ぶことが多い。

## 遊び方
まずは「お題」を決める。このとき後述する理由から、お題に関する固有名詞の頭文字が五十音満遍なく存在するものがよい（例として、「食べ物」「動物」「世界の国名」「都道府県」など）。お題が決まったら掛け声をかける順番を決め、自分の胸の前当たりで両手をグーの形にし密着させる（親指が横に2本並んだ形になる）。この時、各々が相手の手（親指）を目視できるように内側をむいて円形状に並ぶとよい。
自分の番となったら、「チッチの○」という掛け声（丸には五十音のア段のいずれか一文字が入る）をかける。掛け声をかける人を含む参加者全員は、最後の一文字が言われるのと同時に自らの親指2本を任意で挙げる（親指を立たせる）。片方だけでも、2本とも挙げてもよいし、1本も挙げなくてもよい。
掛け声と共に言われたア段の一文字と、参加者によって挙げられた親指の総数で「文字」が決まる。
例えば、「チッチのタ」という掛け声と共に合計4本の親指が挙げられた場合はタ行の4番目の文字「テ」、「チッチのマ」という掛け声と共に合計12本の親指が挙げられた場合はマ行の2番目（下記参照）の文字「ミ」となる。
上記の例のように、挙げられた親指の合計本数が5を超えた場合、5で割った余りを用いる。例えば合計12本の親指が挙げられた場合、5で割った余りの2を用いる。
「文字」が決まったら、その文字で始まるお題に沿ったものを「発言」する。
例えばお題が「食べ物」であったら、「テ」の場合はテで始まる食べ物（天ぷらなど）を、「ミ」の場合はミで始まる食べ物（みかんなど）を言う。
最も早く「発言」できた者が、片方の腕を下ろすことが出来る。同時だった時やお題に該当するものが無い時、親指が1本も挙がらなかった無かった場合は引き分け（ノーカウント）となって、何も起こらない。
このようにして一番早く両腕を下ろした人が勝ち。最後まで残った人が負けとなる。

### その他のルール
- 「発言」は固有名詞でなくてはいけない（助詞を使って文章にするのは違反）。
- 「発言」が同時だった場合、固有名詞が短いほう（長いほう）が勝ちとすることがある。
- 「発言」されたものが誰も知らない（本当に存在するかが確かめられない）と、ノーカウントとすることがある。

## お題決め
このゲームに於いては、「お題」を決めることが最も重要である。お題に沿う物が少なかったり（具体例：東京23区）、専門的な知識を知らないと分からない物（具体例：オートバイの車種）にしてしまうとゲームが成立しない（発言できない）ためである（事前によく吟味しておかないと、揉め事の元になることがある）。
参加者全員が分かっているという確認を取り、あえてマニアックなお題にすることもある。